# ラジオ・声優グランプリ
『ラジオ・声優グランプリ』は、1995年から1996年にかけて『声優グランプリ』が企画したラジオ番組。大野まりな・梶村ひろこ・千葉千恵巳・前田千亜紀がパーソナリティを務めた。

## 概要
1995年9月のラジオ新番組に関する企画会議で声優グランプリのラジオ番組化が決まり、『声優グランプリ vol.4』で名前を番組名を公募、10月8日から翌日にかけてパーソナリティオーディションを開催し、「元気者」大野まりな・「優等生」梶村ひろこ・「個性派」千葉千恵巳・「おっとり派」前田千亜紀の四人に決定した。
四人の初顔合わせは10月23日の『アニラジグランプリ』創刊号用のグラビア撮影で、初回放送は12月4日に行われる。
- まりなの開け〜ゴマ！
- ひろこの小部屋
- ゲストトーク
- 千恵巳は何でも知っている
- 千亜紀の街角ファンタジア

以後リニューアルまで以上のコーナーで放送される。番組内では投稿するリスナーのことを「しもべ」と呼び慣わしていた。
1996年4月の番組改編時期を乗り越えたことでコーナーを刷新し、
- ゲストの小部屋
- 週番ハガキ
- しもべニアンナイト
- ホワイトページストーリーズ
- 大人のまりな・身体のまりな

などで構成するようになる。週番コーナーは毎週パーソナリティが入れ替わりで担当した。
8月27日にはTBSホールで初の公開録音を行い、番組主題歌「ときめきFly High」を披露。「バーガーの美人さんいらっしゃい」がコーナーに加わる。こうして一年余り続いたが、1996年末での終了が決まり、最終回の収録は打ち上げを兼ねて鬼怒川の温泉でスキーを満喫しながら行われる。同放送は12月30日にオンエアされ、これを持って番組は終了した。

### 主題歌
- ときめきFly High 歌：大野まりな・梶村ひろこ・千葉千恵巳・前田千亜紀